# Bernadette Sanou Dao

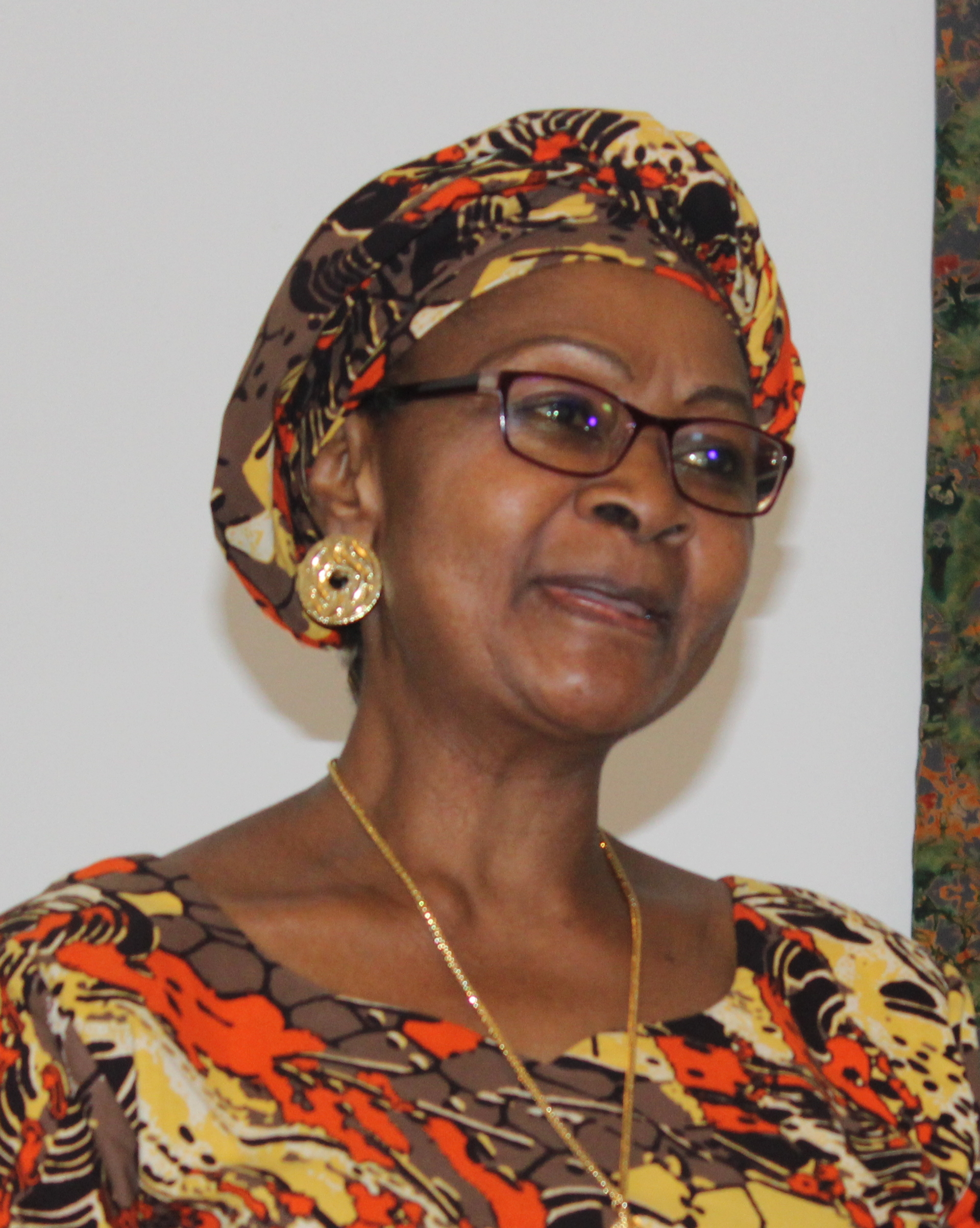
Bernadette Dao Sanou (2024)

Bernadette Sanou Dao (geb. 25. Februar 1952 in Baguinda bei Bamako) ist eine burkinische Lehrerin, französischsprachige Schriftstellerin und Politikerin.

## Biographie
Bernadette Sanou Dao kam 1952 in Baguinda bei der malischen Hauptstadt Bamako zur Welt, das damals zu Französisch-Sudan gehörte. Als sie elf Jahre alt war, zog ihre Familie von Mali nach Obervolta, das 1984 in Burkina Faso umbenannt wurde. Sie besuchte das Collège Notre Dame de Kolog-Naba in Ouagadougou und legte 1972 ihr Baccalauréat (Abitur) ab; anschließend studierte sie Literatur und Linguistik an der Université Cheikh-Anta-Diop in Dakar, wo sie 1975 eine Licence in Lettres modernes (moderne Sprachen und Literaturen) erwarb, in den USA absolvierte sie anschließend bis 1977 an der Ohio University ein Masterstudium in Allgemeiner Linguistik. Später absolvierte sie Aufbaustudien an der Universität Ouagadougou (Maîtrise in Lettres modernes, 1983) und am Centre de recherche et d’étude pour la diffusion du français (CREDIF) in Saint-Cloud bei Paris (1983–84).
Nach ihrer Rückkehr nach Burkina Faso arbeitete sie als Französischlehrerin, war Leiterin der Abteilung für angewandte Linguistik (1977–1982) und ab 1988 bis zu ihrer Pensionierung 2012 (mit Unterbrechungen) Direktorin des Institut Pédagogique du Burkina. Sie war Herausgeberin von Schulbüchern für den Unterricht von Dioula. Von 1986 bis 1987 war sie die erste burkinische Ministerin für Kultur, Kunst und Tourismus, ein Amt, das von Präsident Thomas Sankara neu geschaffen worden war. Nach dem Staatsstreich in Burkina Faso 1987 gegen Sankara widmete sie sich neben ihrer Arbeit am Institut Pédagogique auch Vereinen zum Schutz von Frauen und Kindern und gründete 1988 die UNTENI (Association pour la survie, la protection et le développement de l’enfant) und 1991 die GUIMBI (Caisse mutuelle pour les femmes). Von 1996 an bekleidete sie verschiedene Ämter, so war sie Mitglied des Obersten Informationsrats, 1999 Ministerin für regionale Integration und dann Direktorin des nationalen Tourismusbüros von Burkina Faso.
Bernadette Sanou Dao schreibt Gedichte, Erzählungen und Kurzgeschichten; unter dem Pseudonym Mâh Dao veröffentlichte sie ein Kinderbuch. Sie erhielt 1995 den von der Société des poètes français verliehenen Jean-Cocteau-Preis für Poesie für ihre Sammlung Quote-part et Symphonie.

## Veröffentlichungen

### Romane
- „La dernière épouse“, Abidjan, EDILIS, 1997, ISBN 2-909238-64-4; die Sammlung enthält die Texte: Un garçon pour Malick; Le fils de l’abbé Banbaga Jean-Baptiste; Hommes tout-puissants; L’amant de Josette; Rue de l’hôpital; Sacrée mère Zizanie; Un albinos pour le trône; La dernière épouse; Tony le rêve[1][7]
- „La femme de diable & autres histoires“, Ouagadougou, Découvertes du Burkina, 2003.
- „Avance, mon peuple et autres nouvelles du Burkina Faso“, Ouagadougou, Découvertes du Burkina, 2005, ISBN 2-915991-02-2.
- „Le charme rompu“, Abidjan, Vallesse Éditions, 2014.
- „La bonne à tout taire“, Découvertes du Burkina, 2021, ISBN 978-2-915991-90-1.

### Lyrik
- „Parturition (Vaines douleurs-fureur vaine)“ in der Sammlung „Poésie“, Ouagadougou, Ministère de la Culture, Imprimerie Presses Africaines, 1988[8]
- „Émeraudes“ in der Sammlung Poésie pour enfants, Ouagadougou, Ministère de la Culture, Imprimerie Presses Africaines, 1987
- „Symphonie (Soie et Soleil)“, Ouagadougou, Imprimerie Nouvelle du Centre, 1992.
- „Quote-Part, poésie“, Ouagadougou, Imprimerie Nouvelle du Centre, 1992[6][9]
- „Quote-part et Symphonie“, Paris, Nouvelle Pléiade, 1995, ISBN 2-84185-030-7, das Gedicht „Une visite embarrassante“ inspirierte 2015 den Kurzfilm „Quelqu’un à la porte“ der burkinischen Regisseurin Habibou Zoungrana[10].

### Kinderbücher
- „La Crèche du petit Mohammed“, Abidjan, CEDA/Hurterbise, 2002, In der Sammlung „Lire au présent“ Vanves, Édicef, 2012, Illustrationen von Audrey Gessat ISBN 978-2-7531-0549-2.[11]